# 横浜FC
横浜FC（よこはまFC、英: Yokohama FC）は、日本の神奈川県横浜市をホームタウンとする、日本プロサッカーリーグ（Jリーグ）に加盟するプロサッカークラブである。

## 概説
2001年にJリーグ加盟。運営会社は株式会社横浜フリエスポーツクラブ、ホームスタジアムはニッパツ三ツ沢球技場、練習場は横浜FC LEOCトレーニングセンターである（詳細は#スタジアム・練習場他を参照）。
クラブマスコットは「宇宙人」をモチーフとしたフリ丸 で、創設10周年に当る2008年12月に名称を公募し、2009年1月の新体制発表記者会見で名前が発表された。

## 歴史

### 1999年 - 2000年（JFL）
1999年
1998年シーズンを以て横浜フリューゲルス（横浜F）が横浜マリノス（横浜M）に吸収合併されることが決定したことを受けて、横浜フリューゲルスのサポーター有志によって横浜FCの運営会社となる株式会社横浜フリエスポーツクラブ（横浜フリエSC）が12月25日に設立された。
1999年3月、日本サッカー協会により日本フットボールリーグ（JFL）に準会員での加盟が承認された。
ゼネラルマネージャー（GM）に奥寺康彦、監督にピエール・リトバルスキー、コーチに阪倉裕二が就任。また、パベル・ジェハークなど元Jリーガー22人と選手契約した。4月25日に横浜国際総合競技場でジヤトコと初の公式戦（JFL第2節）を行った（引き分け）。第3節（5月3日）の水戸ホーリーホック戦で初勝利を収めた。JFLリーグ戦は18勝3分3敗の成績でJFLの初代優勝チームとなった。天皇杯は、3回戦でV川崎に敗退。
奥寺は相模工大附属高校時代、神奈川県代表で全国高校サッカー選手権出場。現役時代属した古河電工サッカー部は横浜市西区にある横浜研究所に本拠地を置いていた。奥寺は西ドイツのブンデスリーガで史上初の日本人プロ選手として活躍し緊急帰国して1986年-1987年のJSL開幕数か月前に破格の年俸4千万円でスペシャル・ライセンス・プレーヤーとして古河に復帰しアジアクラブ選手権1986制覇に貢献し引退の3年後1991年6月11日「東日本JR古河サッカークラブ」に名称変更と同時にGMに就任した。
2000年
2000年、JFLの正会員となった。Honda FCから水原大樹や田島宏晃を獲得。リーグ戦は後期第7節で国士舘大学を破り、Jリーグ加盟条件の2位以内が確定。後期第8節で静岡産業大学に勝利して2年連続のJFL優勝を決めた。シーズン終了後、2001年からのJリーグ加盟が承認され、J2参加が決まった。

### 2001年 - 2006年（J2）
2001年
リトバルスキーがバイエル・レバークーゼンのコーチ就任に伴い監督を退任。新潟元監督の永井良和が後任監督に就任したが、シーズン途中に退任し、9月に信藤健仁が監督に就任した。J2初年度は12チーム中9位の成績。2001年のJリーグカップは1回戦でJ1の東京Vに勝利（2回戦で川崎に敗退）、天皇杯は3回戦でJ1のFC東京に勝利を収めた（4回戦で川崎に敗退）。
2002年
キャッチフレーズ ：「超攻撃的。2-4-4は横浜FC」
信藤体制2年目。迫井深也や吉本岳史を期限付き移籍で、廣長優志を完全移籍で獲得。また、元横浜Fのアルゼンチン人DFのフェルナンド・ダニエル・モネールが入団した。リーグ戦は勝ち点・失点数共にリーグ最下位で、信藤はシーズン終了後に監督を退任。
2003年
キャッチフレーズ：「ガムシャラ ～原点を思い出せ。迷うな、負けるな、強くあれ！～」
初代監督のリトバルスキーが監督に就任。後藤義一や有馬賢二が引退、廣長が移籍した一方、城彰二、ルディ・バタ、マシューなどを獲得。なお、引退後に後藤はコーチを務めていたがシーズン途中に現役に復帰した。最終成績は12クラブ中の11位。
2004年
キャッチフレーズ：「PLAYER'S POWER ～勝利をつかめ～YOKOHAMA FC SPIRITS」
リトバルスキー体制2年目。ジェフェルソン、トゥイード、中島崇典などを獲得。城がキャプテンとなった。開幕戦は仙台に4-0で勝利。また、第17節まで4勝12分1敗の成績。第18節から4連敗したが、最終順位はJ2昇格後最高の8位。なお、シーズン44試合中の22試合が引き分けであった。シーズン終了後にリトバルスキーが監督を退任した。
2005年
キャッチフレーズ：「MAKE PROGRESS」
2005年6月、学校・病院給食や企業の社内食堂を展開するレオックジャパンの関連会社・フィートエンターテイメントが横浜フリエSCの第三者割当増資を引き受けて筆頭株主となった。
JAPANサッカーカレッジ元監督の足達勇輔が監督に就任。補強は新人を中心に、ベテラン選手として佐藤一樹、貞富信宏などを獲得した。リーグ戦は第6節から15試合勝ち星無しを喫するなどで、11位（12チーム中）で終わった。なお、シーズン途中に元日本代表の三浦知良、山口素弘、望月重良など獲得した。
2006年
キャッチフレーズ：「夢に蹴りをつける。」
足達が監督を続投。室井市衛、渡辺光輝、鄭容臺、吉野智行、アウグストなどを獲得した一方、小野信義などが退団した。
開幕戦（愛媛戦）に敗北後に足達が解任された（同年中に横浜FCのユース部門責任者に就任）。コーチの高木琢也が後任監督に就任し、監督交代後の第2節から第18節まで15戦無敗（9勝6分）、またこの間に連続無失点時間770分 も記録し、ともにJリーグ記録となった。
第43節で首位に立ち、11月26日の鳥栖戦に勝利してJ2初優勝を決めた。12月4日のJリーグ理事会の承認により、J1昇格が正式に決定した。

### 2007年（J1）
キャッチフレーズ：「勝つために、ここに来た。」
北村知隆や吉武剛、アレモンなどが退団。城が引退した一方、横浜FMから元日本代表の奥大介、久保竜彦、東京Vからジウマール・シウバを獲得した。
J1開幕戦は浦和に1-2で敗北。第2節で横浜FMに1-0で勝利し、J1初勝利および横浜ダービーの初対戦初勝利を挙げたが、その後は低迷。平本一樹、山田卓也などをシーズン途中に獲得するが、前半戦は最下位。
後半戦初戦の第19節（8月11日）の横浜ダービーで1-8で大敗。8月27日に高木が解任され、ジュリオ・レアルが監督に就任したが、10月20日の神戸戦に敗れ、J2降格が決定した。最終節で浦和の優勝を阻止したが、最終順位は最下位。ナビスコカップはグループリーグ敗退、天皇杯は5回戦で愛媛に敗北した。シーズン終了後にジュリオ・レアルが監督を退任した。

### 2008年 - 2019年（J2）
2008年
キャッチフレーズ：「夢のJ1は終わった。リアルなJ1への挑戦が始まる。」
仙台やC大阪元監督の都並敏史が監督に就任し、3年契約を結んだ。菅野孝憲・内田智也などがJ1クラブへ移籍、山口や奥が引退するなど21人が退団した一方、2006年に水戸で16得点を挙げたアンデルソン、水戸前主将で6シーズンぶりの復帰となるDF吉本岳史、2007年のJFL得点王御給匠、東京Vの戸川健太などを獲得した。
リーグ戦は第39節時点で昇格の可能性が消滅し、最終順位は10位。なお、アンデルソンが16得点を挙げた。シーズン終了後に都並が監督を解任された。
2009年
キャッチフレーズ：「これからのサッカーが、ここにある」
山形や大宮で監督を務めた樋口靖洋が2年契約で監督に就任。前年度チーム得点王の16ゴールを挙げたアンデルソン、山田卓也、滝澤邦彦、チョ・ヨンチョル、太田宏介、昨年大宮にレンタル移籍していた内田智也らが完全移籍で退団した一方、千葉に期限付き移籍していた早川知伸が復帰、韓国から劉孝眞、名古屋から片山奨典、大宮から田中輝和が加入し、またレンタル移籍だった戸川健太・須藤右介は完全移籍となり、難波宏明と並びチーム2位の7得点を決めた池元友樹もレンタル移籍期間延長となった。さらに4月には2006年から2007年7月まで在籍していた鄭容臺が約2年ぶりに復帰した。
リーグ戦は開幕から8試合勝利なし（3分5敗）。第9節（水戸戦）で初勝利したが、第10節から8試合勝ちなし（1分7敗）。結局、リーグ戦は16位に終わった。天皇杯は3回戦で敗退。なお、シーズン終了後に個人の都合 により樋口との2年契約を1年で打切った。
2010年
キャッチフレーズ：「昇格～再び一緒にあの舞台に」
前年まで鳥栖監督を務めていた岸野靖之が監督に就任。鳥栖から高地系治、柳沢将之、武岡優斗、渡邉将基、鳥取からシュナイダー潤之介、韓国・釜山から金裕晋、仙台からFWサーレス、仙台や新潟に所属していたシルビーニョを完全移籍で、東京Vから元日本代表FW大黒将志をレンタル移籍で獲得。
開幕3連勝の後、第4節から1勝9敗と低迷し、一時は15位に沈んだが、第14節の鳥栖戦以降5試合負けなし。6月に大黒が退団（東京Vへ復帰後、FC東京へレンタル移籍）したが、元C大阪のカイオ、元大分のホベルトを獲得した。シーズン成績は前年度を上回る6位。天皇杯は3回戦で川崎に敗北した。岸野はシーズン途中の9月1日からGM兼任となった。
2011年
キャッチフレーズ：「結戦 ～KESSEN～」
岸野体制2年目。阿部巧がレンタル終了、早川知伸、戸川健太、金裕晋らのDF陣が退団した一方、新潟から中野洋司、横浜FMから藤田優人、鹿島から宮崎智彦を獲得。また、新人として井手口正昭、荒堀謙次、佐藤謙介、韓国・延世大学校から朴台洪などが入団。また、鳥栖からDF飯尾和也、FW藤田祥史、2010年に特別指定選手として鳥栖で3試合に出場した森本良が入団した。
ところがリーグ戦は故障者が続出した影響もあり大きく出遅れ、一時はFC岐阜と同順位ではあるが最下位に転落した。8月に飯尾が松本へ完全移籍した一方、2010年まで柏に所属していたフランサを獲得、10月にはOBの奥大介が強化部長に就任した。夏場に4連勝したが、後半戦は12試合連続無勝利を喫するなど再度失速し、年間を通して一度も二桁順位から脱せないまま18位でシーズンを終えた。天皇杯は初戦（2回戦）で松本に敗北。なお、岸野はGM職をこの年限りで辞任した。
2012年
キャッチフレーズ：「走覇（そうは）～走りぬく、つながる想い、輝く笑顔へ～」
岸野体制3年目。柳沢将之、フランサが退団、宮崎智彦、藤田優人、寺田紳一がレンタル移籍期間満了、荒堀謙次が栃木SCに、西田剛が福岡に完全移籍した。一方、ペ・スンジン、大久保哲哉、内田智也、阿部巧など、かつて横浜FCに所属した選手が復帰。また、杉山新、田原豊、永井雄一郎、堀之内聖を完全移籍で獲得。小野瀬康介がユースから昇格し、韓国U-19代表候補のナ・ソンス、2010シーズン特別指定選手だった中里崇宏とプロ契約を結んだ。
開幕2試合を1分1敗。第3節の千葉戦に敗北して最下位に転落した翌3月18日に岸野が監督を解任され、3月21日にOBの山口素弘が監督に就任した。第5節、第8節と最下位となるが、第13節北九州戦から第18節徳島戦までクラブ初の6連勝。後半戦初戦、第22節町田戦に勝利して9位に浮上してからは、後半戦を通じて1桁順位を維持、第37節大分戦の勝利でJ1昇格プレーオフ圏内の6位に浮上。第39節から第42節まで4連勝し、リーグ戦は4位の成績。昇格プレーオフは準決勝で5位の千葉に敗北し、J1昇格はならなかった。天皇杯は3回戦で横浜FMに敗北した。
9月23日の徳島戦を9年ぶりに福島で開催。当初開催予定のニッパ球が使用できず、近隣スタジアムでの開催も全て不可となったことによる。なお、この試合は東日本大震災復興支援活動の一環として開催された。
2013年
キャッチフレーズ：「+ONE 心をひとつに」
山口体制2年目。群馬から松下裕樹、川崎から黒津勝、熊本から市村篤司などを完全移籍で獲得。また、レンタル移籍や新卒選手が加入した。一方で、堀之内聖が山形、八角剛史、渡邉将基両名が北九州、杉山新が岐阜、中野洋司が栃木にそれぞれ移籍、阿部巧、関憲太郎がレンタル移籍期間満了。8月にブラジルのSEパルメイラスからパトリックが入団。
開幕戦は岐阜に勝利したが、第2節から3敗3分で第7節終了時点で20位と低迷。第18節から第22節まで3連勝1回を含む無敗（4勝1分）で第22節時点で11位に浮上したが、第23節から第28節まで4連敗を含む6試合未勝利（2分4敗）。結局、J1昇格プレーオフに進出した前年と異なり、降格圏までは落ちなかったものの、第4節終了時に11位となって以降一度も1桁順位になることなく、第39節の松本戦に敗れてプレーオフ圏外の7位以下が確定。第40節から3連勝したが、最終順位は11位であった。天皇杯は2回戦で金沢に敗北した。
2014年
キャッチフレーズ：「蹴心」
山口体制3年目。ユースから高丘陽平と石井圭太が昇格。熊本から南雄太、東京Vから小池純輝と飯尾一慶を獲得。ホナウドをジョインヴィレから、ドウグラスをフィゲイエンセから完全移籍で獲得した。また、フェリペも完全移籍で獲得。永田拓也を浦和、松下年宏を仙台からそれぞれ完全移籍で獲得した。安英学を自由契約から獲得し、野村直輝を日本経済大学から新加入した。また、朴成鎬も浦項から完全移籍で獲得した。
一方、放出選手は、森本良を相模原、井手口正昭を横浜FC香港、中里崇宏を水戸、大久保哲哉が栃木SCへ、青木翔大が琉球へそれぞれレンタル移籍した。その他、永井雄一郎が契約満了で退団し、柴崎貴広が東京V、パトリックがパルメイラスでそれぞれレンタル期間終了で退団。また、森下俊は、レンタル期間終了後、所属元の川崎から磐田へ移籍。その他、完全移籍組は、シュナイダー潤之介を奈良クラブ、ペ・スンジンを韓国の仁川、高地系治を岐阜、武岡優斗を川崎、田原豊がタイのサムットソンクラームFCへ移籍した。
開幕から4試合連続無敗で4位に浮上するものの、その後は5試合連続未勝利で18位まで順位を下げた。5試合連続未勝利の直後の第10節のアウェーの讃岐に勝利した後、第11節から再び5試合連続未勝利（4連敗と1分）で15節終了後には20位へ転落した。その後巻き返して、第18節から15試合連続負けなしで8位に上昇し、第4節以来およそ17節ぶりに1桁順位となった。しかし、その直後の第32節の長崎に敗れ、そこから、再び5試合連続未勝利。13位へ後退した。第40節の岡山との対戦で0-2で敗れて、プレーオフ進出の可能性が消滅（7位以下が確定）。最終順位は前年と同じく11位で終了。シーズン終了後、山口が契約満了で2015年の契約を更新しないこととなった。11月27日にスタッフの鄭容臺、芝田貴臣、中村亮太、12月1日には西嶋弘之の契約満了を発表した。天皇杯では初戦で富山に敗れた。
2015年
キャッチフレーズ：「Fight TOGETHER」
ミロシュ・ルスが監督に就任した。栃木から大久保哲哉が、愛媛から村井泰希が、水戸から中里崇宏が、相模原から森本良、琉球から青木翔大が復帰。新卒では成立学園高校より上田悠起、産業能率大学より楠元秀真の2名が加入。年が明けてからはペ・フミンが沼津から、パク・テホンが富山から復帰した。一方でパク・ソンホ、ドウグラス、松下裕樹が退団、ホナウドがイトゥアーノFC（ブラジル）に期限付き移籍した。
しかし失点、得失点差でワースト2位になるなどチームは低迷。ルスがクラブの成績不振、並びに自らの健康面の不安を理由として9月12日の札幌戦（札幌ドーム）試合後に辞意を表明、慰留に努めたが9月15日を持って辞任、後任監督に強化育成テクニカルディレクターの中田仁司が就任した。なお、順位は15位。シーズン終了後に中田が監督を退任し、強化育成テクニカルダイレクターに復帰した。天皇杯は2回戦で札幌に敗れた。
2016年
キャッチフレーズ：「エンブレムへの思い」
昨年途中で辞任したルスが監督に復帰。岡山から田所諒、徳島から津田知宏、山形から西河翔吾、大宮から藤井悠太を完全移籍で、ベトナム1部・ホアンアイン・ザライからグエン・トゥアン・アインを期限付き移籍で獲得。新外国人選手としてデニス・ハリロヴィッチを獲得、さらに一度は契約を更新しなかった野崎陽介と再契約をした。一方で、中島崇典（鳥取）、黒津勝（鳥取）、村井泰希、井手口正昭（ベトナム1部・ホアンアイン・ザライ）らと契約を更新せず、小池純輝が千葉、パク・テホンがKリーグ2部・大邱FCへ移籍した。開幕直後に新外国人選手としてイバ、岡山ネクストから似鳥康太が期限付き移籍で加入 した。
6月、ルスが不整脈の治療に専念するために監督を辞任し、後任に中田仁司が就任した。最終順位は8位、天皇杯は大宮に敗れベスト16だった。
2017年
キャッチフレーズ：「BE BRAVE -一心に-」
中田体制2年目。甲府から5年ぶりに復帰の渡邉将基、町田からカルフィン・ヨン・ア・ピンを完全移籍で獲得。新外国人としてジョン・チュングンを補強、ユースから山本凌太郎が昇格、大学生の中山雄希、新井純平、高校生の市川暉記が新加入した。一方で、安英学が引退、内田智也（香港1部・Southern District FC）、市村篤司（讃岐）、ロク・シュトラウス、松下年宏（鹿児島）と契約を更新せず、大﨑玲央が徳島、小野瀬康介が山口、渋谷飛翔が名古屋へ移籍、似鳥康太は岡山に復帰した。3月にナ・ソンスが鹿児島へ期限付き移籍、C大阪を昨年末退団し無所属だった北野貴之が加入、7月に元柏のレアンドロ・ドミンゲスが加入した。
10月、37節の時点でJ1自動昇格圏外の順位に低迷していることを理由に中田を解任。スポーツダイレクターを務める奥寺康彦が代行監督を務めた後、同月24日にハイチ代表などを務めたエジソン・アラウージョ・タヴァレスが監督に就任した。シーズン終盤までJ1昇格プレーオフ進出の可能性があったが、41節で岡山に引き分けたことによりに6位の可能性が消滅しプレーオフ進出は無くなった。最終順位は10位、天皇杯は金沢に敗れ2回戦敗退。
2018年
キャッチフレーズ：「BE BRAVE-勇敢たれ」
タヴァレス体制2年目。小宮山尊信が現役を引退した他、大久保哲哉、津田知宏、野崎陽介、寺田紳一らが退団。西河翔悟、前嶋洋太が期限付き移籍し、神戸から期限付き移籍加入していた増山朝陽は移籍期間満了により復帰した。一方で元日本代表の松井大輔、2013年ぶり3度目の加入となるぺ・スンジンを始めに北爪健吾、渡邊一仁、武田英二郎らが新たに完全移籍で加入し、新人として立花歩夢が加入した。
シーズン途中にはナ・ソンスを完全移籍で、高丘陽平ら4選手を期限付き移籍で放出し、瀬沼優司が完全移籍で、ブルーノ・メネゲウ、田代真一、辻周吾が期限付き移籍で加入した。
前半戦をJ1参入プレーオフ圏内の6位で折り返すと、その後も昇格争いを繰り広げた。J2優勝の可能性も残して迎えた最終節では甲府相手に勝利を収めるも、他会場の結果により2位・大分とは勝ち点差無しの3位に終わった。
2回戦からの出場となった参入プレーオフでは6位の東京Vと対戦。レギュレーション上引き分けでも決定戦突破となる中で試合終盤までスコアレスで迎えたが、後半アディショナルタイムに失点。2回戦敗退となりJ1昇格は果たせなかった。
2019年
キャッチフレーズ：「FOREVER EVOLVING ～全ては勝利のために～」
タヴァレス体制3年目。松浦拓弥、乾大知、竹重安希彦、伊野波雅彦らが移籍加入した他、草野侑己、袴田裕太郎、中山克広が新人として加入、横浜FCユースから安永玲央、大内一生が昇格した。また、前年に期限付き移籍で加入していた田代真一、辻周吾が完全移籍となった。一方で山本海人、ブルーノ・メネゲウは移籍期間満了となり退団した。
期限付き移籍中の高丘陽平（鳥栖）、西河翔吾（琉球）、中山雄希（沼津）、鄭充根（町田）が完全移籍。渡邉将基（FELDAユナイテッドFC・マレーシア）、野村直輝（徳島）、裵乗振（慶南FC・大韓民国）、新井純（琉球）、永田拓也（東京V）、石井圭太（岩手）がそれぞれ完全移籍した。また、元柏監督の下平隆宏をヘッドコーチとして招聘した。
J1自動昇格を目標に掲げて臨んだシーズンであったが、第13節時点で14位と低迷。5月14日に成績不振を理由にタヴァレスを解任、後任には下平が監督に昇格した。シーズン途中の補強では元日本代表の中村俊輔が完全移籍加入した。
下平体制移行後も最初の5試合は5分の成績だったこともあり、前半戦はプレーオフ圏外の12位で折り返したが、その後は第19節から第36節まで7連勝を含む18試合負けなし（12勝6分け）とクラブ記録を更新するなどチーム状況が好転。第30節には同シーズン初めてJ1自動昇格圏内となる2位に浮上し、何度か順位を落とすも第40節で再び2位浮上した後は最後まで自動昇格圏をキープした。
最終節・愛媛戦で勝利したことによりシーズン2位が確定。13年ぶりのJ1復帰が決定した。

### 2020年 - 2021年（J1）
2020年
キャッチフレーズ：「RECORD THE BLUE」
下平体制2年目。田所諒が現役を引退し、北爪健吾、渡邊一仁、辻周吾、乾大知などが退団。また、戸島章ら3選手が他クラブに期限付き移籍した。シーズン開始直後には立花歩夢、藤井悠太が完全移籍で退団した。一方で補強は一美和成、マギーニョ、六反勇治など期限付き移籍で5人が加入した他、志知孝明、熊川翔が完全移籍で加入。新人として瀬古樹、星キョーワァンら4選手が入団。そして昨季他クラブに期限付き移籍していた市川暉記、安永玲央が復帰した。そして8月26日をもってイバ(背番号10)が大宮アルディージャに移籍した。
2月23日にヴィッセル神戸とのリーグ開幕戦を戦った後、新型コロナウイルスの感染拡大によりリーグ戦が中断。再開後の第3節・柏レイソル戦で、2007年のJ1第34節・浦和レッズ戦以来13年ぶりのJ1での勝利を挙げた。最終的に、初めてJ1で戦った2007年を大きく上回る勝ち点33を積み上げ、9勝6分19敗の15位でシーズンを終えた。
JリーグYBCルヴァンカップは3位でグループステージ敗退、天皇杯は不出場だった。
2021年
キャッチフレーズ：「RECORD THE BLUE〜すべては勝利のために〜」
下平体制3年目。斉藤光毅がベルギーのロンメルSK、松井大輔がベトナムのサイゴンFC、佐藤謙介がレノファ山口FCに完全移籍するなど、17選手が退団した。一方、鹿島アントラーズから伊藤翔、ヴィッセル神戸から小川慶治朗、ブラウブリッツ秋田から韓浩康など9人が完全移籍で加入。猿田遥己が柏レイソルから期限付き移籍加入し、大内一生がY.S.C.C.横浜、前嶋洋太が水戸ホーリーホックから復帰。六反勇治、手塚康平、杉本竜士を完全移籍に移行し、マギーニョは期限付き移籍期間を延長した。
J1リーグ開幕戦の札幌戦に1-5と大敗、直後のYBCルヴァン杯グループステージ初戦柏戦こそ1-0で勝利したものの、リーグ戦では6試合連続複数失点で開幕から6連敗し最下位に低迷、第7節柏戦で1-1で引き分けようやく同年リーグ戦初の勝ち点を挙げ19位となったものの、4月7日第8節広島に0-3と完敗し再び最下位転落、翌8日、監督の下平の7日付での解任を発表し、後任としてユースチーム監督の早川知伸がトップチーム監督に就任。
第36節の神戸戦に0-2で敗れたことでJ2降格が決定。最終順位は20位（最下位）。
ルヴァンカップはグループステージ3位で敗退、天皇杯では2回戦でヴァンラーレ八戸に0-2で敗れた。

### 2022年（J2）
2022年
北海道コンサドーレ札幌でヘッドコーチを務めた四方田修平が監督に就任。前年まで監督だった早川はトップチームコーチに就任した。
この年にジュビロ磐田から入団した新エース・小川航基の活躍もあり、開幕戦で大宮アルディージャに3−2と勝利すると、その試合含めて開幕10戦負けなしで首位を快走する。その後、3試合はいずれもドローと勢いに陰りが見えると、14節・ロアッソ熊本戦と15節・ブラウブリッツ秋田戦を連敗し首位を一旦アルビレックス新潟に明け渡す。しかし、16節・徳島ヴォルティス戦は自分達のペースを取り戻して2−1で勝利し、すぐさま首位を奪い返した。その後は、勝ち負けを繰り返し前半戦を2位で折り返した。後半戦は一時期昇格圏内から外れる時期もあったが、新潟との首位争いを続け、40節・大分トリニータ戦を前に昇格を確定させられる状況になった（大分戦は、元横浜FCの野村直輝に終盤に勝ち越し点を許し2−3で敗れた）。迎えた翌週の10月16日、ホーム最終戦となるJ2第41節ツエーゲン金沢戦の前に行われた、3位のファジアーノ岡山がブラウブリッツ秋田に敗れ、試合開始前に1年でのJ1復帰を果たした（秋田の決勝点を挙げたのはかつて横浜FCでプロデビューを果たした青木翔大だった）。ツエーゲン金沢戦は立て続けの3失点が響いて2-3で敗北。この結果、最終節を前に横浜FCの2位、アルビレックス新潟のJ2優勝が確定した。最終節ロアッソ熊本戦では、50分時点で1-3とリードを許すも終盤に3点を加え逆転勝利。最終成績は23勝11分8敗の勝ち点80の2位。
天皇杯は、2回戦こそJFLのソニーFCに辛くもPK勝ちするが、3回戦でJ1のサンフレッチェ広島に0−5と大敗し3回戦敗退となった。
この年をもって中村俊輔が現役引退した。

### 2023年（J1）
2023年
四方田体制2年目。早川知伸が松本山雅FCのコーチに就任しクラブを離れ、現役を引退した中村俊輔が新たにトップチームコーチに就任。
リーグでは開幕10戦未勝利で最下位を走る。11節の新潟戦で初勝利すると徐々に調子を上げ、優勝争いをする神戸や横浜FMをホームで撃破するが、黒星が先行する状況には変わらず、降格圏を抜け出せない時期が続く。残留争いの相手である湘南をホームに迎えた33節に敗戦、最終節の鹿島戦でも敗れ、最下位が確定。2023年シーズン唯一の降格チームとなり、1年でJ1を去ることとなった。

### 2024年（J2）
2024年
四方田体制3年目。7月1日、『ゆめが丘ソラトス』とホームタウンパートナー協定を締結した。
リーグでは清水エスパルスと共に独走体制を作り、優勝争いを演じる。7月6日の第23節、ホームにブラウブリッツ秋田を迎えた試合に勝利し、J2ながらクラブ新記録の8連勝を達成した。その後も安定した守備と勝負強さを発揮し、15節熊本戦からリーグ終盤の34節鹿児島戦まで実に20試合負けなしで、昇格に王手をかける。残り4試合で1勝すれば、他チームの結果にかかわらず昇格が決まる状況だったが、仙台、岡山に連敗し、ホーム最終戦では降格が決まっている栃木と引き分けた。この間に3位長崎は3連勝し、一気に差を詰められ、最終節まで昇格が決まらない状況となった。不甲斐ない結果にサポーターからはブーイングが浴びせられた。長崎が勝利し、横浜FCが敗戦すれば逆転で自動昇格を許すという状況で迎えた、アウェイ山口戦。スコアレスドローで引き分け、苦しみながら最終節でJ1復帰を決めた。

### 2025年 - （J1）
2025年
四方田体制4年目。
7月23日付で、監督の四方田修平が契約解除となった。暫定的な監督として三浦文丈コーチが就任した。

## タイトル・表彰

### 国内タイトル
- J2リーグ：1回
  - 2006
- 日本フットボールリーグ：2回
  - 1999, 2000

### 個人別
- J1リーグ
  - 新人王
    - 2007年：菅野孝憲
- J2リーグ
  - 最優秀選手賞
    - 2022年：小川航基

  - ベストイレブン
    - 2022年：小川航基、長谷川竜也

  - 得点王
    - 2017年：イバ（25得点）
    - 2022年：小川航基（26得点）

  - 優秀監督賞
    - 2019年：下平隆宏

  - 月間MVP
    - 2014年08月：松下年宏
    - 2017年04月：イバ
    - 2018年11月：レアンドロ・ドミンゲス
    - 2022年2月・3月：小川航基
    - 2022年06月：小川航基
    - 2022年10月：小川航基

  - 月間ベストゴール
    - 2019年07月：松井大輔
    - 2019年10月：中村俊輔

  - 月間優秀監督賞
    - 2019年07月：下平隆宏
    - 2019年11月：下平隆宏
    - 2022年2月・3月：四方田修平
- 日本フットボールリーグ
  - MVP
    - 2000年：有馬賢二

  - ベストイレブン
    - 1999年：幸田将和、高田昌明
    - 2000年：水原大樹、眞中幹夫、後藤義一、横山博敏、有馬賢二

  - 得点王
    - 2000年：有馬賢二（24得点）

  - 敢闘賞
    - 2000年：後藤義一

## クラブ記録

### 試合記録

#### J1リーグ戦連勝記録
- 3試合（2020年8月15日J1第10節湘南ベルマーレ戦〜2020年8月22日J1第12節清水エスパルス戦）

#### J1リーグ戦連敗記録
- 9試合（2007年8月25日J1第22節鹿島アントラーズ戦〜2007年10月27日J1第30節大宮アルディージャ戦）

#### J1リーグ戦連続無勝記録
- 20試合 - 17敗3分（2007年6月9日J1第14節ガンバ大阪戦〜2007年11月24日J1第33節名古屋グランパス戦）※J1リーグ2位記録

#### J1リーグ戦連続無敗記録
- 4試合 - 2勝2分（2021年6月27日J1第20節清水エスパルス戦〜2021年8月14日J1第24節ベガルタ仙台戦）

#### J2リーグ戦連勝記録
- 7試合（2019年6月29日J2第20節ファジアーノ岡山戦〜2019年8月4日J2第26節アビスパ福岡戦）

#### J2リーグ戦連敗記録
- 8試合（2001年8月14日J2第26節京都サンガF.C.戦〜2001年9月19日J2第33節湘南ベルマーレ戦）
- 8試合（2015年7月18日J2第24節ロアッソ熊本戦〜2015年9月12日J2第31節北海道コンサドーレ札幌戦）

#### J2リーグ戦連続無勝記録
- 15試合 - 8敗7分（2005年4月9日J2第6節水戸ホーリーホック戦〜2005年7月9日J2第20節サガン鳥栖戦）

#### J2リーグ戦連続無敗記録
- 18試合 - 12勝6分（2019年6月22日J2第19節水戸ホーリーホック戦〜2019年10月15日J2第36節ツエーゲン金沢戦）

### 得失点記録（Jリーグ加盟後）

#### 最多得点試合
- J1:5得点
  - 5-3 (2021年10月16日第32節 徳島ヴォルティス戦)
- J2:6得点
  - 6-0 (2001年11月18日第44節 水戸ホーリーホック戦)

#### 最多失点試合
- J1:8得点
  - 1-8 (2007年8月11日第19節 横浜F・マリノス戦)
- J2:6得点
  - 1-7 (2003年9月13日第33節 アルビレックス新潟戦)
  - 2-7 (2011年9月18日第28節 東京ヴェルディ戦)

## スタジアム・練習場他

### ホームスタジアム
ホームスタジアムはニッパツ三ツ沢球技場（旧称：三ツ沢公園球技場）である。過去のホームゲーム開催スタジアムは横浜FCの年度別成績一覧#リーグ戦年度別入場者数を参照のこと）。

### 練習場
2006年シーズンまでは固定の練習場を持たず、港北区のしんよこフットボールパークなどの横浜市内の施設を転々としていた。2007年からかつて横浜Fや横浜FMが使用していた戸塚区の横浜スポーツマンクラブ内のグラウンド（当時の名称は横浜FC LEOCトレーニングセンター）を練習場として使用することになったが、賃貸料が高いことや練習用のサッカーコートの数が不足していることを理由として、練習施設の移転を模索していた。
2009年11月、横浜FCを運営する株式会社横浜フリエスポーツクラブ（横浜フリエSC）が横浜水道局の西谷浄水場内（保土ケ谷区）にある体育施設の事業者に選定され、2010年3月に横浜フリエSCは同施設を活動拠点として10年間賃貸する契約を横浜市水道局と締結した。
これを受けて、横浜フリエSCは2010年4月より練習場の建設を開始し、2010年7月3日に西谷浄水場内へ横浜FCの練習場が移転した（LEOCが同練習場の命名権を取得し、名称は「横浜FC LEOCトレーニングセンター」）。同施設内は天然芝と人工芝が各1面のサッカーグラウンド、体育館や管理棟を改装するクラブハウスなどが整備され、トップチームに加えて横浜FCユースや横浜FCジュニアユースなどの練習場としても活用している。
なお、2013年9月より上述の戸塚区のグラウンドは「横浜FC東戸塚フットボールパーク in 横浜スポーツマンクラブ」の名称で育成等の拠点として一般社団法人横浜FCスポーツクラブによって運営されている。

### チケットのカテゴリ制
横浜FCは2011年シーズンより対戦相手によって販売価格が異なるチケットのカテゴリー制を導入している。カテゴリ1の対象試合はカテゴリ2のそれに比べて一部の席の種類で価格が最大500円高くなっているのが特徴である。各年度のカテゴリの対象クラブは下表の通り。
| 年度 | 所属 | カテゴリ1                                                     | カテゴリ2                                                                                                |
| 2011 | J2   | 札幌、千葉、FC東京、 湘南、京都                               | 水戸、栃木、草津、東京V、富山、岐阜、鳥取、岡山、 徳島、愛媛、北九州、鳥栖、熊本、大分                   |
| 2012 | J2   | 千葉、湘南、甲府、京都                                        | 山形、水戸、栃木、草津、東京V、町田、松本、富山、 岐阜、鳥取、岡山、徳島、愛媛、福岡、北九州、熊本、大分 |
| 2013 | J2   | 札幌、千葉、京都、G大阪、神戸                                 | 山形、水戸、栃木、群馬、東京V、松本、富山、岐阜、 鳥取、岡山、徳島、愛媛、福岡、北九州、長崎、熊本       |
| 2014 | J2   | 札幌、山形、千葉、湘南、 松本、磐田、京都                     | 水戸、栃木、群馬、東京V、富山、岐阜、岡山、讃岐、 愛媛、福岡、北九州、長崎、熊本、大分                   |
| 2015 | J2   | 札幌、群馬、栃木、大宮、 千葉、磐田、C大阪                    | 水戸、東京V、金沢、岐阜、京都、岡山、讃岐、 徳島、愛媛、福岡、北九州、長崎、熊本、大分                   |
| 2016 | J2   | 札幌、山形、千葉、東京V、松本、 金沢、清水、京都、C大阪、讃岐 | 水戸、群馬、町田、岐阜、岡山、山口、 徳島、愛媛、北九州、長崎、熊本                                      |

### フレックスプライス
2021年から新たに、集客可能性に応じてチケット価格を変動させるフレックスプライスを導入すると発表した。これは週末やイベント開催時などのチケット価格を高く、平日開催などの試合は低く設定するもので、チケット販売状況などに伴って販売期間中に価格変動が起こるダイナミックプライシングとは異なる。

## ユニフォーム

### チームカラー
- 白、    水色[注 1]、    青
  - 白は雲を、水色は空を、青は海の色をそれぞれ表している[4]。

### ユニフォームデザイン
- ユニフォームは横浜フリューゲルスと同じように当初は白をベースとしたユニフォームを第1ユニ、第2ユニは水色ベースだったが、2003年からそれを入れ替え、水色ベースを第1ユニ、白は他チームと同じように第2ユニとした。
- 2007 - 2008年モデルは、ユナイテッドアローズがユニフォームデザインに協力。選手数の11、サポーターやスタッフなどを意味する1を合わせた、12本のボーダーをデザイン。市民クラブとしてスタートし、サポーターたちの関わりが表現されている[31][32]。

### ユニフォームスポンサー
| 掲出箇所   | スポンサー名                                 | 表記                       | 掲出年      | 備考                                                  |
| 胸         | ONODERA GROUP                                | ONODERA GROUP              | 2019年 -    |                                                       |
| 鎖骨       | フュディアルクリエーション                   | FUDEAL CREATION            | 2018年4月 - | 左側に表記                                            |
| 鎖骨       | 横浜冷凍                                     | ヨコレイ                   | 2019年 -    | 右側に表記 2017年 - 2018年は背中下部及びパンツ        |
| 背中上部   | インバースネット                             | FRONTIER                   | 2017年 -    | 2016年は背中下部 2016年 - 2018年は「FRONTIER PC」表記 |
| 背中下部   | ジャパンエレベーターサービスホールディングス | jes japan elevator Service | 2023年 -    | 2012年 - 2016年は背中上部 2018年 - 2020年は袖         |
| 袖         | 医療法人社団白浩会 エス歯科グループ          | エス歯科 グループ          | 2023年 -    |                                                       |
| パンツ前面 | マクニカ                                     | macnica                    | 2023年 -    |                                                       |
| パンツ背面 | リスト                                       | List                       | 2023年 -    |                                                       |

### ユニフォームサプライヤーの遍歴
- 1999年 - 2000年：ミズノ
- 2001年 - 2014年：ヒュンメル
- 2015年 - 2022年：サッカージャンキー
- 2023年[33] - 現在：プーマ

### 歴代ユニフォーム
| FP 1st      | FP 1st      | FP 1st      | FP 1st      | FP 1st      |
| ----------- | ----------- | ----------- | ----------- | ----------- |
| 2001        | 2002        | 2003 - 2004 | 2005 - 2006 | 2007 - 2008 |
| 2009 - 2010 | 2011 - 2012 | 2013        | 2014        | 2015        |
| 2016        | 2017        | 2018        | 2019        | 2020        |
| 2021        | 2022        | 2023        | 2024        | 2025 -      |
|             |             |             |             |             |

| FP 2nd      | FP 2nd      | FP 2nd      | FP 2nd      | FP 2nd      |
| ----------- | ----------- | ----------- | ----------- | ----------- |
| 2001        | 2002        | 2003 - 2004 | 2005 - 2006 | 2007 - 2008 |
| 2009 - 2010 | 2011 - 2012 | 2013        | 2014        | 2015        |
| 2016        | 2017        | 2018        | 2019        | 2020        |
| 2021        | 2022        | 2023        | 2024        | 2025 -      |
|             |             |             |             |             |

| FP Other          | FP Other                                             | FP Other                         | FP Other                                        | FP Other                                      |
| ----------------- | ---------------------------------------------------- | -------------------------------- | ----------------------------------------------- | --------------------------------------------- |
| 2010 3rd          | 2012 3rd · 近代水道 · 創設125周年 · 記念             | 2013 · クラブ創設 · 15周年記念   | 2014 · ニッパツ · 三ツ沢球技場 · 設立60周年記念 | 2015 · ホームタウン · プロジェクト · 15年記念 |
| 2015 · 天皇杯記念 | 2016 · 横浜市 · 政令指定都市 · 都市移行 · 60周年記念 | 2017 · 保士ケ谷区制 · 90周年記念 | 2018 · クラブ創設 · 20周年記念                  | 2019 · 戸塚区制 · 80周年記念                  |
| 2021 · サマー     | 2023 · クラブ創設 · 25周年記念                       | 2024 · SP                        | 2025 · 親善試合                                 |                                               |
|                   |                                                      |                                  |                                                 |                                               |

### 歴代ユニフォームスポンサー表記
| 年度 | 箇所                            | 箇所                                              | 箇所     | 箇所                       | 箇所                                     | 箇所                       | 箇所                          | 箇所                  | サプライヤー |
| 年度 | 胸                              | 鎖骨左                                            | 鎖骨右   | 背中上部                   | 背中下部                                 | 袖                         | パンツ前面                    | パンツ背面            | サプライヤー |
| 1999 | Socio Fuliesta                  | 解禁前                                            | 解禁前   | CITIBANK                   | 解禁前                                   | BOSCH                      | -                             | 解禁前                | Mizuno       |
| 2000 | Socio Fuliesta                  | 解禁前                                            | 解禁前   | CITIBANK                   | 解禁前                                   | BOSCH                      | -                             | 解禁前                | Mizuno       |
| 2001 | NISSO                           | 解禁前                                            | 解禁前   | セキド                     | 解禁前                                   | BOSCH                      | -                             | 解禁前                | hummel       |
| 2002 | - / norika.net www.norika.ne.jp | 解禁前                                            | 解禁前   | セキド                     | 解禁前                                   | 日土地                     | -                             | 解禁前                | hummel       |
| 2003 | FEALS                           | 解禁前                                            | 解禁前   | ふくしまの米               | 解禁前                                   | 日土地                     | -                             | 解禁前                | hummel       |
| 2004 | - / NISSO                       | 解禁前                                            | 解禁前   | ふくしまの米               | 解禁前                                   | 日土地                     | -                             | 解禁前                | hummel       |
| 2005 | NISSO                           | 解禁前                                            | 解禁前   | ふくしまの米               | 解禁前                                   | LEOC                       | 明日佳 グループ               | 解禁前                | hummel       |
| 2006 | NISSO 717450.net                | 解禁前                                            | 解禁前   | LEOC                       | 解禁前                                   | LIFE COMMUNE               | LM Link and Motivation Group  | 解禁前                | hummel       |
| 2007 | NISSO                           | 解禁前                                            | 解禁前   | LEOC                       | 解禁前                                   | TOMAS                      | LM Link and Motivation Group  | 解禁前                | hummel       |
| 2008 | NISSO                           | 解禁前                                            | 解禁前   | LEOC                       | 解禁前                                   | nojima                     | LIFE COMMUNE ライフコミューン | 解禁前                | hummel       |
| 2009 | LEOC                            | 解禁前                                            | 解禁前   | フィート                   | 解禁前                                   | 明日佳 グループ            | M3D                           | 解禁前                | hummel       |
| 2010 | LEOC                            | 解禁前                                            | 解禁前   | レオックジャパン           | 解禁前                                   | GENOVA                     | -                             | 解禁前                | hummel       |
| 2011 | LEOC                            | 解禁前                                            | 解禁前   | 明日佳グループ             | 解禁前                                   | CHECKER MOTORS             | japan elevator Service jes    | 解禁前                | hummel       |
| 2012 | LEOC                            | 解禁前                                            | 解禁前   | japan elevator Service jes | 解禁前                                   | - / 明日佳 グループ        | ほけんの 窓口                 | 解禁前                | hummel       |
| 2013 | LEOC                            | 解禁前                                            | 解禁前   | japan elevator Service jes | 解禁前                                   | ほけんの 窓口              | YNL                           | 解禁前                | hummel       |
| 2014 | LEOC                            | 解禁前                                            | 解禁前   | japan elevator Service jes | 解禁前                                   | -                          | YNL                           | 解禁前                | hummel       |
| 2015 | LEOC                            | 解禁前                                            | 解禁前   | japan elevator Service jes | 解禁前                                   | NITTAI Co.,Ltd.            | - / Catchboard                | 解禁前                | Soccer Junky |
| 2016 | LEOC                            | 解禁前                                            | 解禁前   | japan elevator Service jes | NITTAI                                   | - / FRONTIER PC            | -                             | 解禁前                | Soccer Junky |
| 2017 | LEOC                            | 解禁前                                            | 解禁前   | FRONTIER PC                | NITTAI                                   | ヨコレイ                   | ヨコレイ                      | 解禁前                | Soccer Junky |
| 2018 | LEOC                            | - / FUDEAL CREATION （通常） BRITA （20周年記念） | NITTAI   | FRONTIER PC                | ヨコレイ （通常） yokorei （20周年記念） | japan elevator Service jes | ヨコレイ                      | 解禁前                | Soccer Junky |
| 2019 | ONODERA GROUP                   | FUDEAL CREATION                                   | ヨコレイ | FRONTIER                   | NITTAI                                   | japan elevator Service jes | -                             | 解禁前                | Soccer Junky |
| 2020 | ONODERA GROUP                   | FUDEAL CREATION                                   | ヨコレイ | FRONTIER                   | NITTAI                                   | japan elevator Service jes | DRAFT                         | -                     | Soccer Junky |
| 2021 | ONODERA GROUP                   | FUDEAL CREATION                                   | ヨコレイ | FRONTIER                   | -                                        | -                          | DRAFT                         | CLEANUP INTERNATIONAL | Soccer Junky |
| 2022 | ONODERA GROUP                   | FUDEAL CREATION                                   | ヨコレイ | FRONTIER                   | -                                        | -                          | DRAFT                         | -                     | Soccer Junky |
| 2023 | ONODERA GROUP                   | FUDEAL CREATION                                   | ヨコレイ | FRONTIER                   | jes japan elevator Service               | エス歯科 グループ          | macnica                       | List                  | PUMA         |

## アカデミー
2001年に育成組織の活動を開始。高校世代にあたるユースチーム、瀬谷・都筑・大野北・鶴見・泉の5チームからなるジュニアユースチームを結成。
ジュニアユースチームは、地域の指導者が運営の主体となる、という考えのもと外部提携として活動。
2006年には、「育成元年」として、正式にジュニアユースチームを立ち上げた。

### 高校年代
横浜FCユース
2001年設立。

### 中学年代
横浜FCジュニアユース
2006年設立。
横浜FCジュニアユース戸塚
2015年設立、2022年活動終了。

#### パートナークラブ
横浜FC鶴見ジュニアユース
1992年にフラミンゴFCとして設立。その後、2001年に現在のチーム名に変更し、横浜FCの育成チームとして活動を開始。

### 小学年代
- U-12強化

### 横浜FC U-21
2016年度より弊クラブ所属の若手と大学との協力でチームを編成し、U-21タインニエン新聞国際サッカー選手権に参加している。

## 横浜FCスポーツクラブ

### サッカースクール
幼稚園児から大人に至るまでの「横浜FCサッカースクール」は、2012年6月に設立された一般社団法人横浜FCスポーツクラブ が運営している。

### 女子サッカーチーム
横浜フリエSCは、2013年2月に発足した女子サッカーチーム横浜FCシーガルズを運営している。横浜FCシーガルズの関連クラブとして、横須賀市に横須賀シーガルズが置かれている。

### サッカー以外のスポーツ
横浜フリエSCは、次のようなスポーツに関する事業を手掛けている。
- チアリーディング（F！リーダーズ）
- ヨガおよび卓球のスクール運営
- 横浜FC LEOCトレーニングセンター内の体育館施設の運営・管理

また、2012年7月に香港リーグの「標準流浪」の運営権を取得し、その運営会社として横浜FC香港スポーツクラブ株式会社（中国語: 橫滨足球香港體育會有限公司）を設立したが、2015年シーズンより別企業へ運営権を譲渡した。

## テーマソング
- THE ALFEE 「Wings of Freedom」： 作詞・作曲：高見沢俊彦、編曲：THE ALFEE
  - THE ALFEEはJリーグ創生期に横浜フリューゲルスのオフィシャルソング「Victory」を提供。横浜FC誕生の折にも楽曲提供を行い、テーマソングの売り上げは全てチーム運営費へという形で支援した。こうした経緯から、シングル盤は通算のシングル枚数に含めない企画盤扱いで、横浜FCのホームゲームでの売店や公式ショッピングサイトなどでしか販売されていない。
  - その後、アルバム「örb」に、冒頭の「Goal Goal Go! GO! YOKOHAMA FC!」のコールなど、横浜FCに関する部分を改変したバージョンが収録された。

## ソシオ・フリエスタ
横浜FCは企業の資本に頼らない純市民参加型のサッカー・スポーツクラブ作りを目指すという観点で、クラブ運営の核となる任意組織「ソシオ・フリエスタ」を設立した。モデルはスペインのFCバルセロナとされている。同クラブも一般市民から集めた会費を基としてサッカークラブを中心とした様々なスポーツクラブ活動を展開してきた。
横浜FCも創設当初は市民から会員（ソシオ）を募集した。会員は会費をクラブに納める見返りとして、希望者への年間指定席の斡旋の他、試合会場や各種イベントでの運営アシスタント（ボランティア）への登録やクラブ上層部との意見交換会などに出席できる権利を得ることが出来た。
しかし、J2加入が確定した2001年年頭ごろから問題が表面化した。ソシオの役員改選選挙が実施されている最中、ソシオの会員宛に運営会社の株式会社横浜フリエスポーツクラブ（横浜フリエSC）から「協約書」が送付された。その内容は「ソシオ会員は全員横浜フリエSCと直接契約を結ぶことを求める」もので、「本協約書にご賛同いただけず退会を希望される方には、ご返金いたします」という内容だった。
ソシオとの協議で、横浜フリエSCは「ソシオの会費は当初から運営会社の運営費として捻出されることになっていたが、理事会の承認なしに運営費を拠出できないのは責任ある球団経営が見込めないと判断した」と主張し、これまでのソシオとの協定書を破棄することを宣言した。
2001年9月、横浜フリエSCはソシオに代る新しいチームの後援組織「横浜FCクラブメンバー」を創設し、新社長に就任した奥寺保有の株式をソシオ会員ではなく、クラブメンバーに割り当てること、また会員には「サッカーをする・ふれるといった体験型のイベントを充実させる」ことや「個人情報の管理・責任をより徹底・明確にする」ことなどを提案。名称についてもソシオの名前が係争中だったことから別の名前に変更したという。これにはソシオ理事会側が遺憾の意を示す。
その後、ソシオは横浜フリエSCに対し、ソシオの会費の一部（740万円相当）と会員名簿の返還を求めるよう横浜地方裁判所に仮処分申請を行ったが、2002年1月に却下された。ソシオは東京高等裁判所に即時抗告を行ったが、これも2003年に却下された。その趣旨は「入会事務・会員名簿の作成は運営会社から委託された業者が行い、団体として内部的にも自立して運営されているとは認めがたいから、ソシオは（法人格を有しない団体でも例外的に当事者能力が認められる）民事保全法7条・民事訴訟法29条の『法人でない社団』とは認められない。よって、当事者能力がないから、申立ては不適法である」というものだった。
その間、横浜フリエSCが「ソシオの名称は横浜フリエSCに商標登録がある。このまま使用を続けるのなら法的な処置も辞さない」とソシオに通告を行い、2003年にソシオは「ソシオ・フリエスタ」から「ソシオ横浜」に名称を変更した。2003年9月、ソシオと横浜フリエSCは和解合意書に調印し、2年以上に及んだ横浜フリエSCとソシオの対立は区切りを迎えた。なお、ソシオ横浜の公式サイト は2008年1月を最後に更新が止まっている。